# Flip (jazda na deskorolce)
Flip – grupa trików na deskorolce. Flipy polegają na nadawaniu desce obrotu wokół własnej osi długiej, średniej lub krótkiej (poziomej) lub też dwóch, trzech, czterech osi naraz (wariacje). Ponadto obroty dokonują się tylko o wartościach 180, 360 ewentualnie 540 czy 720 stopni (nie licząc flipów wplecionych w kombinacje). Podane niżej triki można wykonywać na różnych pozycjach: goofy (prawa stopa z przodu) lub regular (lewa stopa z przodu), switch, nollie, fakie.
Wyróżnia się wiele rodzajów flipów, m.in.:
- Kickflip
- Double Kickflip
- Triple Kickflip
- Quad Kickflip
- Heelflip
- Double Heelflip
- Triple Heelflip
- Quad Heelflip
- Pop Shove it
- 360 Shove it
- 540 Shove it
- Fs Pop Shove it
- 360 Fs Shove it
- 540 Fs Shove it
- Impossible
- Front Foot Impossible
- Varial Kickflip
- Varial Heelflip
- Inward Heelflip
- 360 Inward Heelflip
- Hardflip
- 360 Hardflip
- 360 Flip
- 540 Flip
- 720 Flip
- Laser Flip
- Nightmare Flip
- Pressure Flip
- Hospital Flip
- Kickflip Underflip
- Handflip
- Feather flip
- Underflip
- Inward Underflip